# Eruzione del Nevado del Ruiz del 1985

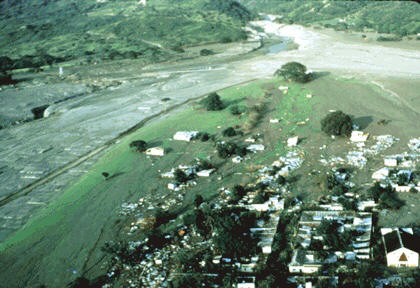
La colata di fango (lahar) copre la città di Armero.

L'eruzione del Nevado del Ruiz del 1985 è avvenuta dopo sessantanove anni di dormienza. Il 13 novembre 1985 l'eruzione del vulcano colse le città vicine impreparate, anche se il governo colombiano aveva ricevuto avvertimenti di evacuare la zona da più organizzazioni di vulcanologia quando erano state rilevate attività vulcaniche nel settembre del 1985. La lava conseguente all'eruzione provocò circa 23.000 morti.

## Gli eventi
Quando la colata piroclastica fuoriuscì dal cratere vulcanico, sciolse i ghiacciai delle montagne, creando quattro enormi lahar (colate di fango, frane e detriti indotte dal vulcano) che scesero a circa 60 chilometri orari. I lahar presero maggiore velocità incanalandosi nei sei principali fiumi alla base del vulcano ed infine riversandosi sulla città di Armero, uccidendo più di 20.000 dei suoi 29.000 abitanti. Contando le vittime di altre città, particolarmente di Chinchiná, le vittime in totale furono circa 23.000.
Filmati e fotografie raffiguranti Omayra Sánchez, una giovanissima vittima della tragedia, furono pubblicate in tutto il mondo. Altre fotografie dei lahar e le conseguenze del disastro catturarono l'attenzione di tutto il mondo e suscitando accese polemiche sul grado di responsabilità che aveva avuto il governo nel disastro. Uno striscione, esposto durante un funerale di massa celebrato ad Ibagué, recitava, "Il vulcano non ha ucciso 22.000 persone. Il governo le ha uccise". Le operazioni di soccorso furono gravemente ostacolate dalla composizione del fango, che rese quasi impossibile muoversi senza rimanere bloccati. Nel tempo in cui gli operatori umanitari raggiunsero Armero, dodici ore dopo l'eruzione, molti dei feriti morirono. I soccorritori rimasero inorriditi davanti allo spettacolo che trovarono: alberi divelti, corpi umani sfigurati ed intere case ridotte a mucchi di detriti.
Si è trattato della seconda eruzione vulcanica per numero di morti del XX secolo, dietro soltanto all'eruzione del Monte Pelee del 1902, e la quarta a partire dal 1500. L'evento è stato una catastrofe prevedibile, aggravata dalla non consapevolezza del potenziale distruttivo del vulcano. Geologi e altri esperti avevano avvertito le autorità ed i mass media circa il pericolo imminente nel corso delle settimane e dei giorni precedenti all'eruzione. Le mappe delle città a rischio erano state preparate, ma non fu data loro sufficiente visibilità. Il giorno dell'eruzione si tentò di evacuare la città, ma una grave tempesta limitò le possibilità di comunicazione. Molte vittime rimasero nelle proprie abitazioni, così come erano state istruite, credendo che l'eruzione fosse finita mentre il forte rumore della tempesta potrebbe avere impedito a molti di sentire i rumori del Nevado del Ruiz, finché non fu troppo tardi.
Dopo il disastro, il Nevado del Ruiz eruttò più volte e continuò a minacciare le 500.000 persone che vivevano lungo le valli fluviali del Guali Combeima, Chinchina e Coello-Toche. Un lahar (o un gruppo di lahar) di dimensioni simili a quelle che si formarono nella tragedia del 1985, potrebbe raggiungere una distanza di circa 100 km dal vulcano, e potrebbe anche essere innescato da una piccola eruzione. Per contrastare questa minaccia, il governo colombiano ha istituito un ufficio specializzato, che promuove la consapevolezza delle minacce naturali. Lo United States Geological Survey ha anche creato il programma Volcano Disaster Assistance ed il Volcano Crisis Assistance Team, che riuscì ad evacuare circa 75.000 persone dalla zona attorno al monte Pinatubo, prima della sua eruzione del 1991.
Nel 1988, tre anni dopo l'eruzione, il dottor Stanley Williams dell'Università di Stato della Louisiana ha dichiarato che "Con la possibile eccezione del Monte Sant'Elena nello stato di Washington, nessun altro vulcano nell'emisfero occidentale viene osservato in modo così elaborato come il Nevado del Ruiz". Inoltre, molte delle città della Colombia hanno sviluppato programmi di sensibilizzazione e di preparazione alle catastrofi naturali, che hanno contribuito a salvare molte vite umane in caso di disastri naturali. Soprattutto vicino al Nevado del Ruiz, gli abitanti sono diventati particolarmente diffidenti nei confronti dell'attività vulcanica: quando il vulcano eruttò nuovamente nel 1989, oltre 2.300 persone che vivevano attorno al vulcano furono evacuate.

## Collegamenti ad altri fatti di cronaca
L'evento eruttivo iniziò appena una settimana dopo la tragedia dell'Assalto al Palazzo di Giustizia di Bogotà dove 100 persone vennero uccise in un brutale assalto paramilitare. Secondo il libro del 1993 di Anna Carrigan The Palace of Justice: A Colombian Tragedy, dopo la fine dell'attacco, circa 28 vittime dell'attentato sarebbero state sepolte nelle stesse fosse comuni dedicate alle vittime dell'eruzione, e si presume coperti di acido per rendere difficile l'identificazione, rendendo impraticabile qualsiasi indagine forense futura. Entrambi gli eventi misero in cattiva luce il governo di Belisario Betancur Cuartas e le autorità colombiane agli occhi dell'opinione pubblica.

## Documentari sul disastro di Armero
L'audiodocumentario Il paese che non c'è più - I sopravvissuti di Armero (di Fosco d'Amelio e Raquel Llopis), andato in onda all'interno della trasmissione TreSoldi di Radio3 (Rai), racconta l'intera storia del disastro di Armero attraverso le voci delle persone coinvolte durante la fase di pre-eruzione, durante e dopo il disastro, in particolare concentrandosi sulla vita dei sopravvissuti.